# Ranunculus cortusifolius
Ranunculus cortusifolius är en ranunkelväxtart. Ranunculus cortusifolius ingår i släktet ranunkler, och familjen ranunkelväxter.

## Underarter
Arten delas in i följande underarter:
- R. c. cortusifolius
- R. c. major

## Bildgalleri

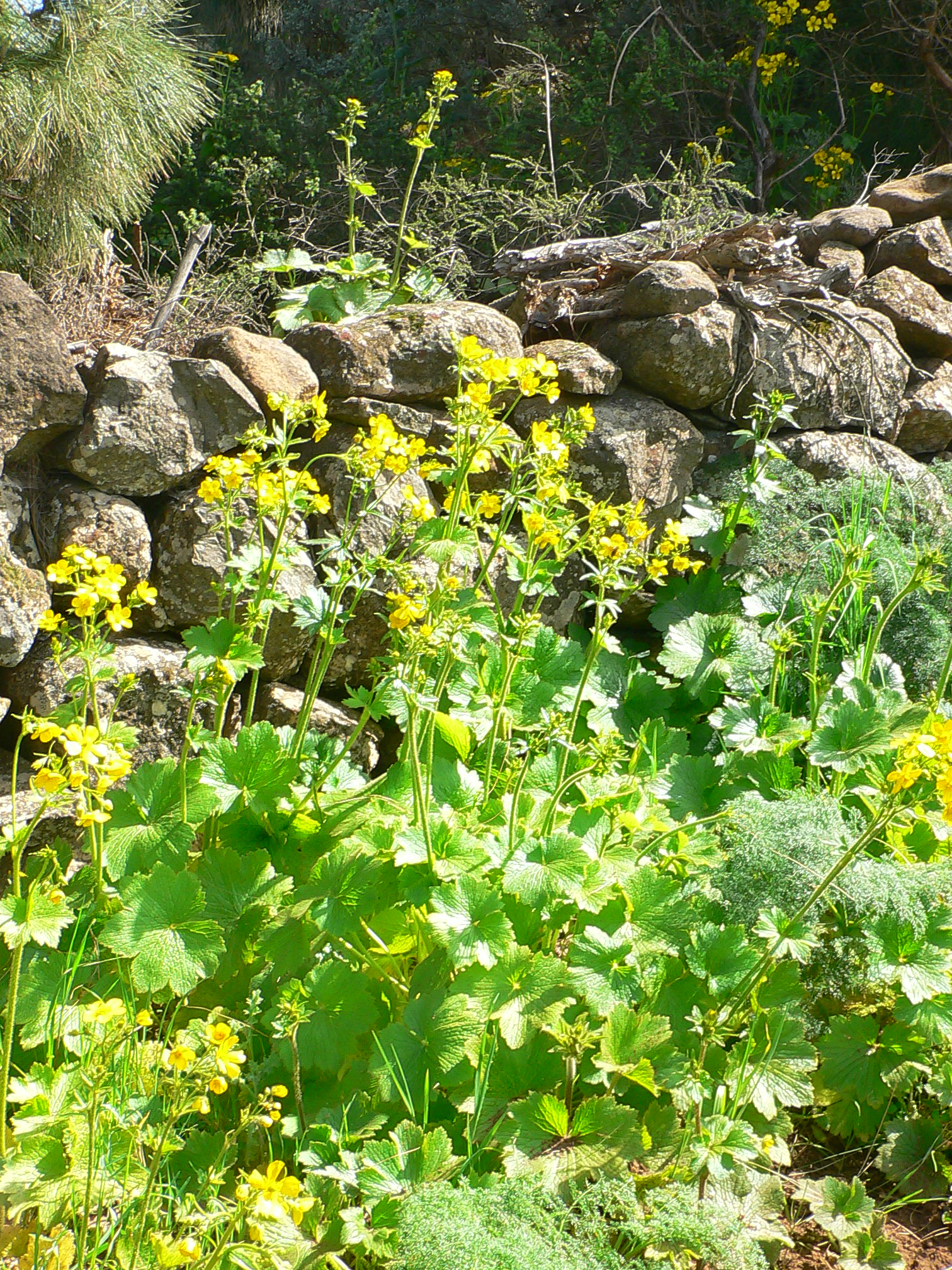
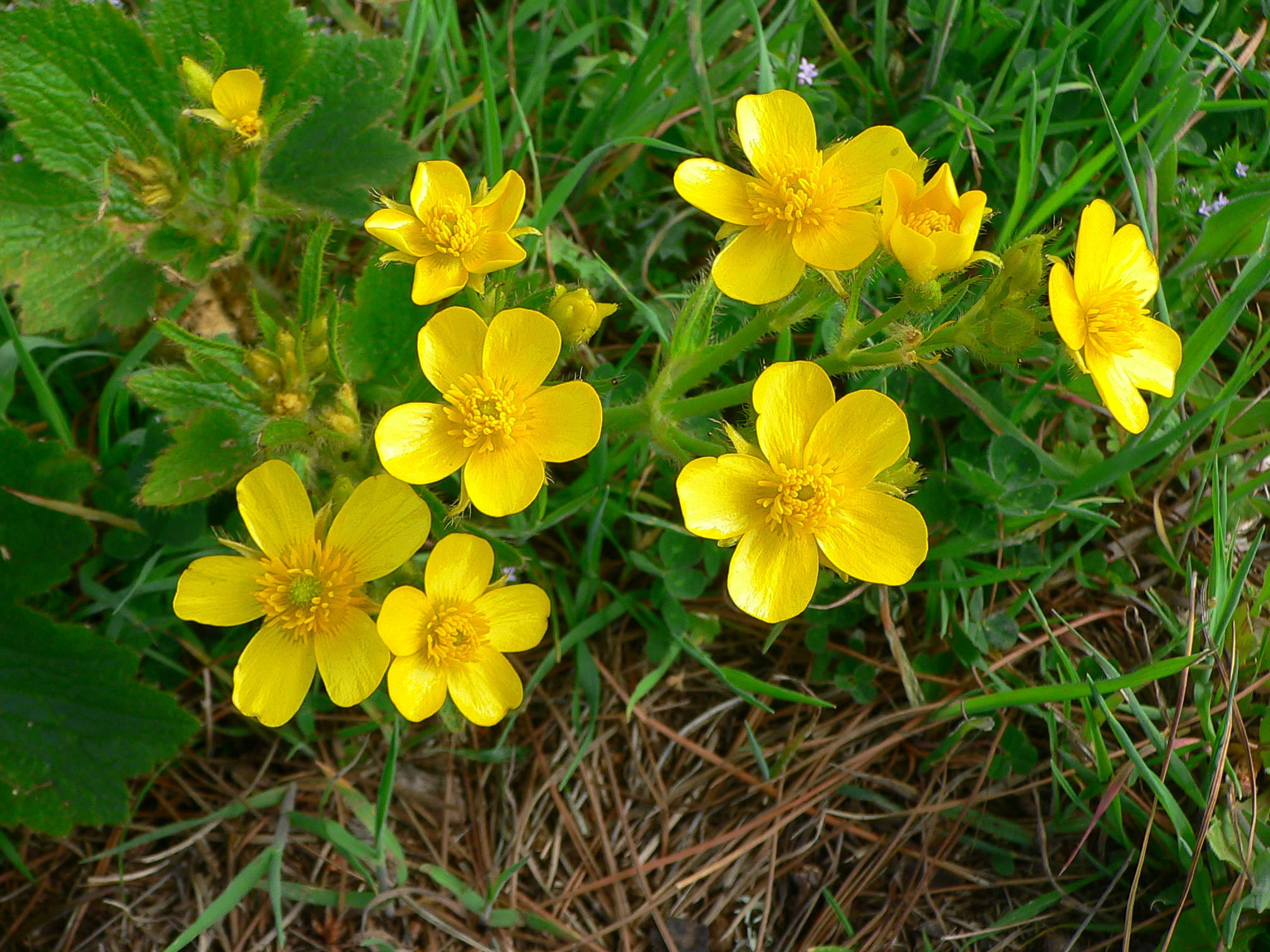
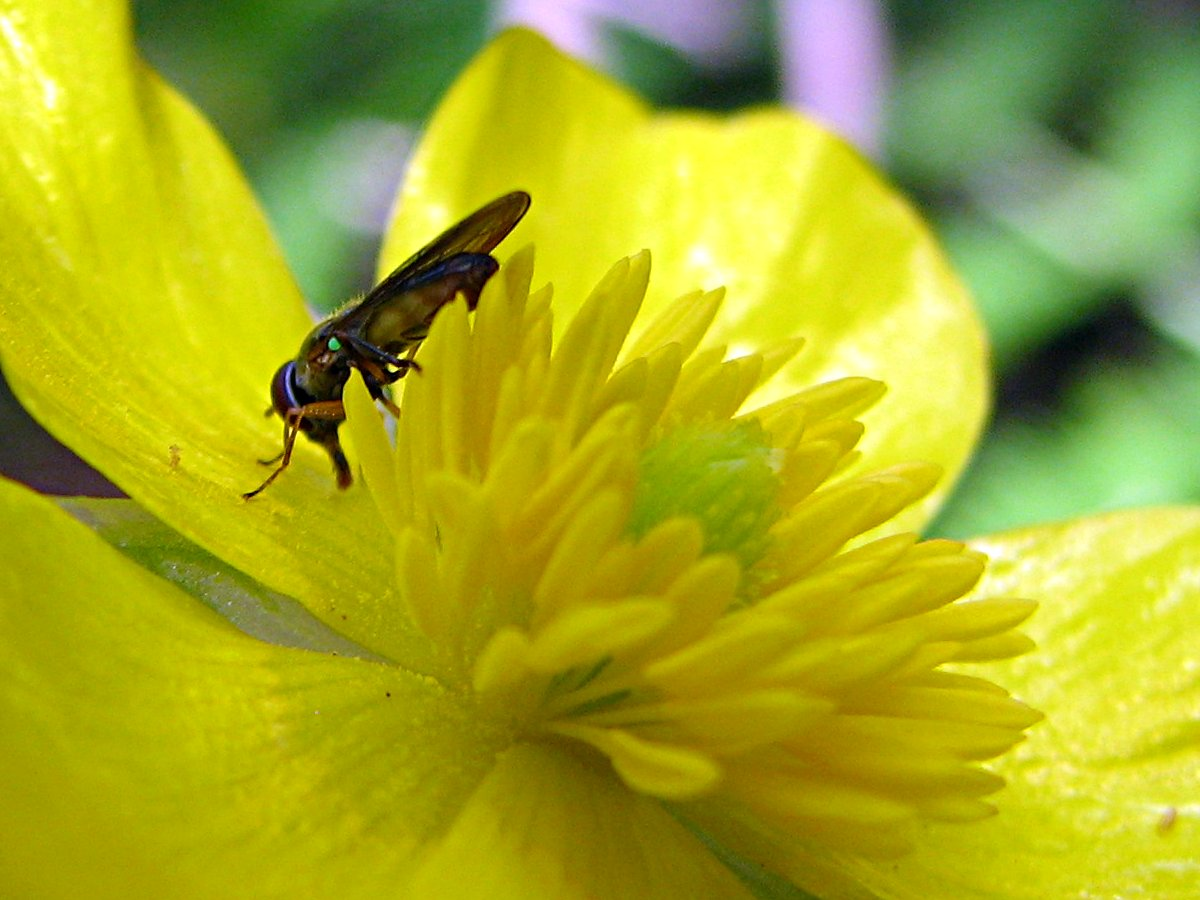
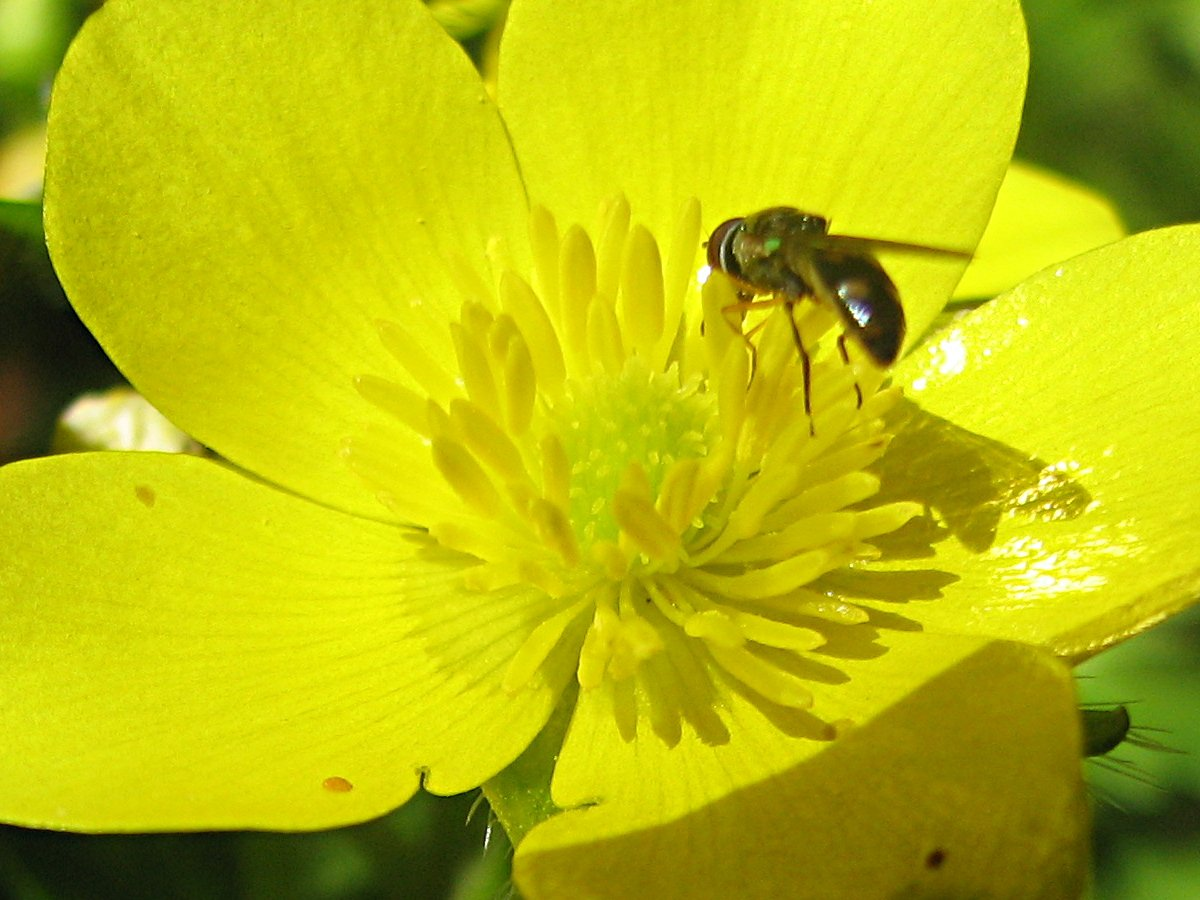
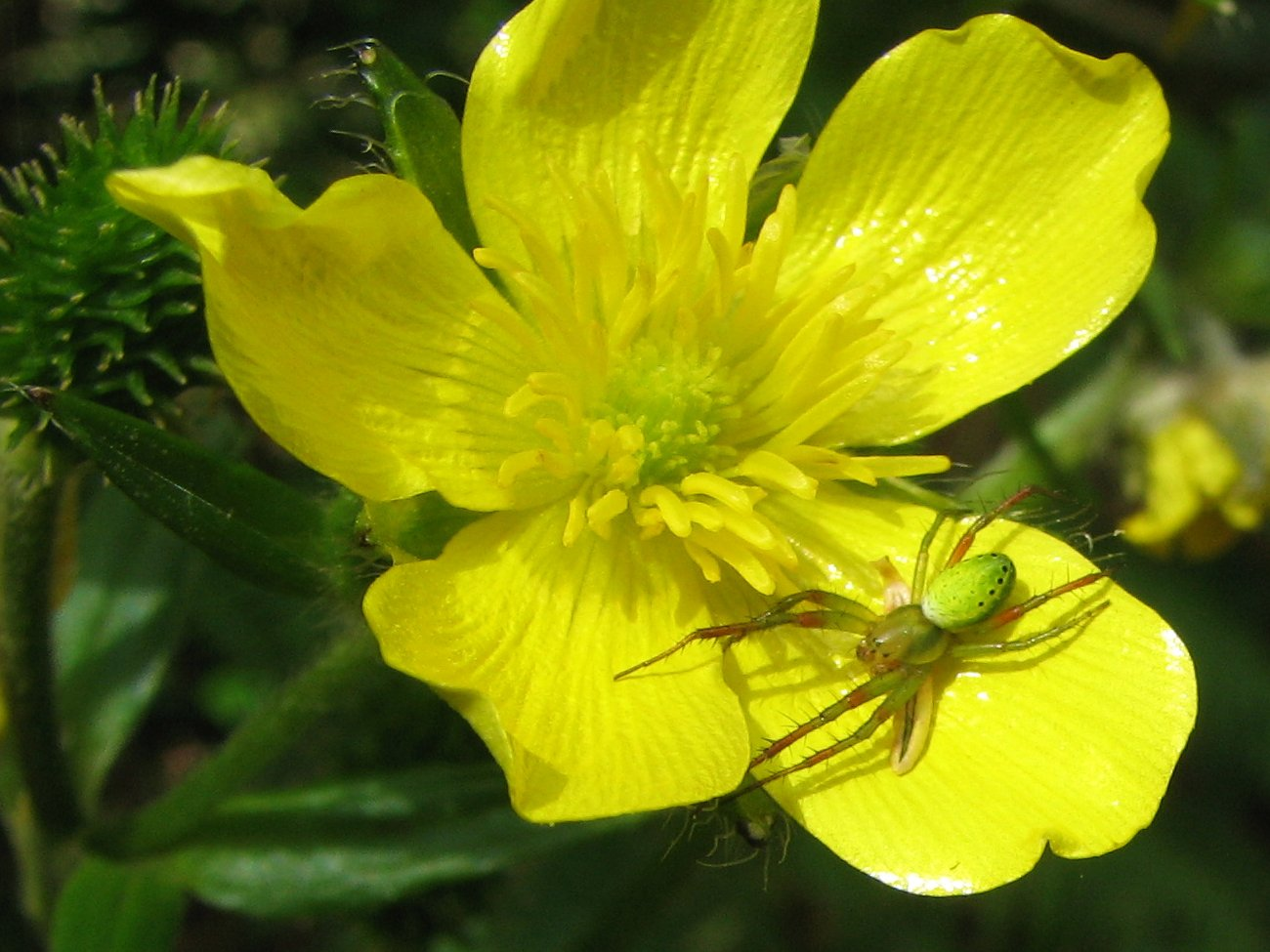
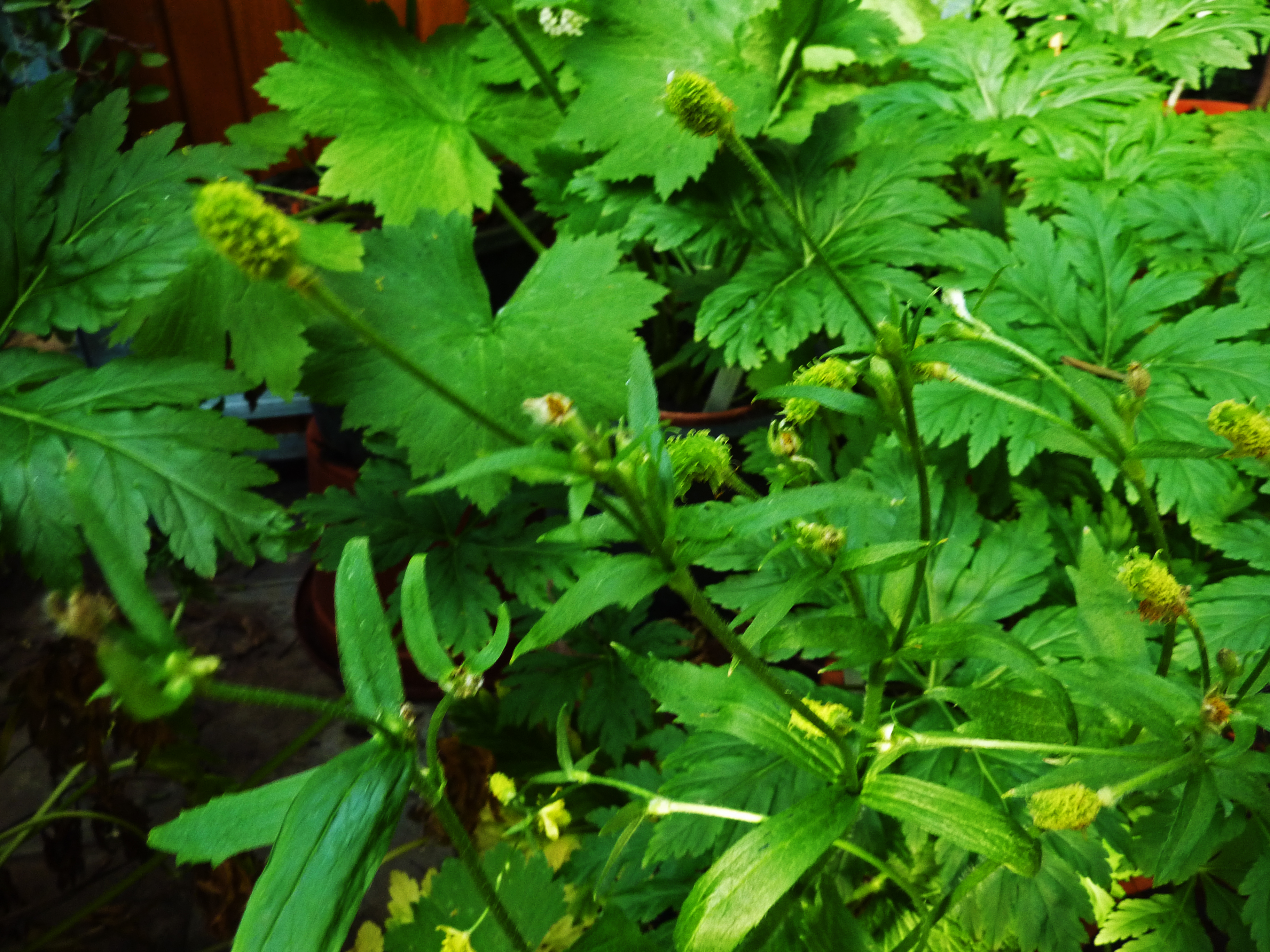